# شرلوک هولمز: بازی سایه‌ها
شرلوک هولمز: بازی سایه‌ها (به انگلیسی: Sherlock Holmes: A Game of Shadows) فیلمی اکشن معمایی محصول سال ۲۰۱۱ به کارگردانی گای ریچی است. این فیلم بر اساس داستان‌های شرلوک هولمز اثر آرتور کانن دویل ساخته شده‌است و پس از شرلوک هولمز قسمت دوم از این سری فیلم است. در این فیلم رابرت داونی جونیور، جود لا، نومی راپاس، جرد هریس، استیون فرای و کلی رایلی به ایفای نقش پرداختند.
آهنگسازی این فیلم توسط هانس زیمر انجام شده.

## داستان
انفجارهای پیاپی در شهرهای مهم اروپایی رخ داد. این انفجارها در آلمان و فرانسه و انگلستان اتفاق افتاده‌است و شرلوک هولمز عقیده دارد پروفسور جیمز موریارتی، نابغه ریاضیات، در پشت پرده این انفجارهاست.

## بازیگران
- رابرت داونی در نقش شرلوک هولمز
- جود لا در نقش دکتر جان واتسون
- نومی راپاس در نقش مادام سیمزا هرون
- جرد هریس در نقش پروفسور جیمز موریاتی
- استیون فرای در نقش مایکرافت هولمز
- کلی رایلی در نقش مری مورستان
- ریچل مک‌آدامز در نقش آیرین آدلر
- ادی مارسن در نقش بازرس لستراد
- پاول اندرسن در نقش سباستین موران
- تیری نوویک در نقش کلود راوشه
- فاطیما آدوم در نقش مانشه
- وولف کالر در نقش دکتر هوفمانستهل
- آفبین بادرا در نقش توماس موراتو
- مایک گریدی